# Кумар, Сатиш (общественный деятель)
Сатиш Кумар (англ. Satish Kumar, род. 9 августа 1936, Дунгаргарх, Британская Индия) — британский активист и оратор индийского происхождения. Он был джайнским монахом, сторонником ядерного разоружения и пацифистом. Сейчас Кумар живёт в Англии и является основателем и директором программ международного центра экологических исследований при Колледже Шумахера, а также почётным редактором журнала Resurgence & Ecologist. Его наиболее заметным достижением является завершение вместе с товарищем Э. П. Меноном мирного перехода длиной более 8000 миль в июне 1962 года в течение двух с половиной лет от Нью-Дели до Москвы, Парижа, Лондона и Вашингтона — столиц первых в мире стран, обладающих ядерным оружием. Он настаивает на том, что уважение к природе должно быть в центре всех политических и социальных дебатов.
В ответ на критику о том, что его цели нереалистичны, он сказал:

Посмотрите, что для нас сделали реалисты. Они привели нас к войне и изменению климата, бедности невообразимых масштабов и массовому экологическому разрушению. Половина человечества ложится спать голодной из-за всех реалистичных лидеров мира. Я говорю людям, которые называют меня «нереалистичным», показать мне, что сделал их реализм. Реализм — устаревшее, раздутое и совершенно преувеличенное понятие.
Оригинальный текст (англ.)Look at what realists have done for us. They have led us to war and climate change, poverty on an unimaginable scale, and wholesale ecological destruction. Half of humanity goes to bed hungry because of all the realistic leaders in the world. I tell people who call me "unrealistic" to show me what their realism has done. Realism is an outdated, overplayed and wholly exaggerated concept.
— Интервью для the Guardian

## Ранние годы
Кумар родился в Шри Дунгаргархе, Раджастхан, Индия. В 9 лет он оставил семью и стал джайнским монахом. В 18 лет, прочитав книгу Махатмы Ганди, он сбежал из нищенствующего ордена, чтобы стать учеником Винобы Бхаве, выдающегося ученика Ганди и его идей ненасилия и земельной реформы.

## Марш мира
Вдохновлённые гражданским неповиновением Бертрана Рассела против атомной бомбы, в июне 1962 года Кумар и его друг Э. П. Менон решили посвятить себя мирному походу из Индии в четыре столицы ядерного мира: Москву, Париж, Лондон и Вашингтон; и решили не брать с собой в поездку денег. Они назвали это «Паломничеством за мир», и оно заняло два с половиной года.
Бхаве подарил молодым людям два «подарка». Один должен был быть без гроша, куда бы они ни шли. Другой должен был стать вегетарианцем. Сначала они путешествовали по Пакистану, где встретили огромную доброту со стороны страны с огромным историческим конфликтом и антипатией к Индии. Покинув Пакистан через Хайберский перевал, они продолжили путь через Афганистан, Иран, Армению, Грузию и Кавказские горы, достигнув Москвы, затем Парижа, Лондона и Вашингтона. Путешествуя пешком и не имея при себе денег, Кумар и его спутник оставались с каждым, кто предлагал им еду или кров.
По пути в Москву они встретили двух женщин возле чайной фабрики. После объяснений, что они делают, одна из женщин дала им четыре пакета чая, по одному для доставки каждому из лидеров четырёх ядерных держав, а также для передачи сообщения: «Когда вы думаете, что вам нужно нажать кнопку, остановитесь на минутку и выпейте чашку свежего чая». Это ещё больше вдохновило их путешествие и стало отчасти его причиной. В конце концов они доставили «чай мира» лидерам четырёх ядерных держав. Путешествие описано в книге Кумара «Нет пункта назначения: автобиография паломника».

## Профессиональная карьера

### Редактор
В период с 1973 по 2016 год Кумар был редактором журнала Resurgence & Ecologist (объединявшего бывший журнал Resurgence, который назывался художественным и духовным флагманом зелёного движения, с журналом The Ecologist). Он опубликовал в «Обществе любопытных мыслей» эссе под названием «Сосредоточьтесь на еде». Он также участвовал в программе BBC «Мысль дня» в программе Today, а также появлялся в радиопередаче Desert Island Discs. Кумар дал интервью Ричарду Докинзу в эпизоде «Рабы суеверий» документального фильма «Враги разума», исследующего распространённость ненаучных убеждений в современном обществе. Он также снял фильм «Земной паломник» для сериала BBC2 «Естественная история».

### Мы едины

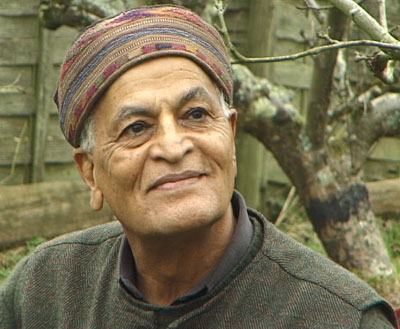
Кумар в январе 2008 года

Кумар был одним из авторов книги «Мы едины: праздник племенных народов», выпущенной в октябре 2009 года. Книга исследует культуру народов всего мира, изображая как её разнообразие, так и угрозы, с которыми она сталкивается. Она содержит коллекцию заявлений представителей племён, фотографий и эссе международных авторов, активистов, политиков, философов, поэтов, художников, журналистов, антропологов, защитников окружающей среды и фотожурналистов. Гонорары от продажи этой книги пойдут в организацию по защите прав коренных народов Survival International.

## Семейная жизнь
Сатиш Кумар — отец двоих детей, девочки и мальчика, от жены в Индии. Кумар — лауреат Международной премии Джамналала Баджаджа. Он поселился в Англии в 1973 году. Он живёт простой жизнью в Хартленде, Девон, со своей партнёршей Джун Митчелл, их сыном Мукти Кумаром Митчеллом и дочерью Майей Кумар Митчелл.

## Политика
Перед всеобщими выборами в Великобритании 2015 года он был одним из нескольких знаменитостей, поддержавших кандидатуру в парламент Кэролайн Лукас от Партии зелёных.

## Книги
- No Destination: Autobiography of a Pilgrim (2014) [2004] [1978], Green Books, ISBN 978-0857842619
- You Are, Therefore I Am: A Declaration of Dependence (2002), Green Books, ISBN 978-1903998182
- Images of Earth and Spirit: A Resurgence anthology Edited by John Lane and Satish Kumar (2003), Green Books, ISBN 978-1903998298
- The Intimate and the Ultimate Vinoba Bhave, Edited by Satish Kumar (2004), Green Books, ISBN 978-1903998397
- The Buddha and the Terrorist: The Story of Angulimala (2006), Algonquin Books, ISBN 978-1565125209
- Spiritual Compass: The Three Qualities of Life (2008), Green Books/Finch Publishing, ISBN 978-1876451943
- Earth Pilgrim in conversation with Echann Deravy and Maya Kumar Mitchell (2009), Green Books, ISBN 978-1900322577
- Soul, Soil, Society: a New Trinity for our Time (2013), Leaping Hare Press, ISBN 978-1782400448
- Elegant Simplicity: the Art of Living Well (2019), New Society Publishers, ISBN 978-0865719101
- Pilgrimage for Peace: the Long Walk from India to Washington (2021), Green Books, ISBN 978-0857845290